# 암태초등학교
암태초등학교는 대한민국 전라남도 신안군 암태면 단고리에 있는 초등학교다.

## 학교 연혁
- 1922년 10월 28일 암태공립보통학교 설립인가
- 1923년 4월 18일 무안군 암태공립보통학교 개교
- 1938년 4월 1일 암태공립심상소학교 개칭
- 1941년 4월 1일 암태공립국민학교 개칭
- 1947년 4월 1일 암태국민학교 개칭
- 1948년 3월 1일 암태국민학교 추포분교 설립 인가
- 1951년 8월 20일 추포분교장 개교
- 1981년 3월 10일 병설유치원 개원
- 1986년 3월 1일 오상국민학교 분교장 격하 편입
- 1992년 3월 1일 오상분교장 폐교 및 본교 통폐합
- 1995년 3월 1일 암태동국민학교 초란분교장 폐교 및 본교 통폐합
- 1996년 3월 1일 암태초등학교 개칭
- 1999년 9월 1일 암태동초등학교 폐교 및 본교 통폐합, 당사분교장 편입
- 2002년 4월 26일 이상주 부총리겸 교육인적자원부장관 방문
- 2009년 7월 16일 학교역사관 개관
- 2009년 11월 26일 암태학교마을도서관 개관
- 2018년 9월 1일 당사분교장 폐교 및 본교 통폐합
- 2019년 3월 1일 제36대 한정숙 교장 부임
- 2021년 2월 5일 병설유치원 졸업(제40회, 총592명)
- 2021년 2월 9일 제97회 졸업(총: 7,108명)
- 2021년 9월 1일 추포분교장 폐교 및 본교 통폐합

## 학교 상징
- 교화 - 목련(인내, 순결) : 인내와 순결을 상징하는 목련은 아름답고 큰잎과 은은한 향기로 이른 봄에 잎보다 먼저 피어나서 겨울을 이겨낸 꿋꿋함을 보여주고 있다.
- 교목 - 향나무(강인함) : 늘 푸른 그 모습이 강인한 정신력과 고고한 기상을 상징하듯 우리 어린이들도 향나무처럼 푸른 꿈을 가꾸며 세계 속으로 힘찬 나래를 높이 펼치기를 희망한다.
- 교색 - 녹색(희망) : 밝고 힘찬 색으로 푸른바다 한 가운데 우뚝 서있는 암태도의 희망찬 앞날을 예고하는 의미와 교훈, 교표, 교화가 상징하는 의미를 포괄적으로 담고 있다.

## 참고 자료
- 암태초등학교 - 한국교육학술정보원 학교알리미